# Boston Society of Film Critics Award für das beste Schauspielerensemble
Die Gewinner des Boston Society of Film Critics Award für das beste Schauspielerensemble. Der Preis ist relativ neu und wurde 22 Jahre nach Stiftung des Awards ins Leben gerufen.

## Gewinner

### 2000er
- 2003: Mystic River

Kevin Bacon, Laurence Fishburne, Marcia Gay Harden, Laura Linney, Sean Penn und Tim Robbins
- 2004: Sideways

Thomas Haden Church, Paul Giamatti, Virginia Madsen und Sandra Oh
- 2005: Syriana

George Clooney, Chris Cooper, Matt Damon, Kayvan Novak, Amanda Peet, Christopher Plummer und Jeffrey Wright
- 2006: Flug 93

Trish Gates, Khalid Abdalla, Lewis Alsamari, J. J. Johnson, Polly Adams, Cheyenne Jackson, David Rasche und Ben Sliney
- 2007: Tödliche Entscheidung – Before the Devil Knows You’re Dead

Albert Finney, Rosemary Harris, Ethan Hawke, Philip Seymour Hoffman und Marisa Tomei
- 2008: Tropic Thunder

Jay Baruchel, Jack Black, Steve Coogan, Tom Cruise, Robert Downey Jr., Bill Hader, Brandon T. Jackson, Reggie Lee, Danny McBride, Matthew McConaughey, Nick Nolte, Brandon Soo Hoo und Ben Stiller
- 2009: (zweifach vergeben) 
  - Precious: Stephanie Andujar, Mariah Carey, Lenny Kravitz, Chyna Layne, Mo’Nique, Paula Patton, Amina Robinson, Sherri Shepherd, Gabourey Sidibe und Angelic Zambrana
  - Star Trek: Eric Bana, John Cho, Clifton Collins, Jr., Ben Cross, Bruce Greenwood, Chris Pine, Zachary Quinto, Zoë Saldaña, Karl Urban und Anton Yelchin

### 2010er
- 2010: The Fighter

Amy Adams, Christian Bale, Melissa Leo, Jack McGee und Mark Wahlberg
- 2011: Der Gott des Gemetzels

Jodie Foster, John C. Reilly, Christoph Waltz und Kate Winslet
- 2012: 7 Psychos

Abbie Cornish, Colin Farrell, Woody Harrelson, Olga Kurylenko, Sam Rockwell, Tom Waits und Christopher Walken
- 2013: Nebraska

Bruce Dern, Will Forte, Stacy Keach, Bob Odenkirk und June Squibb
- 2014: Boyhood
- 2015: Spotlight